# Supersport-VM 2015
Supersport-VM 2015 arrangerades av Internationella motorcykelförbundet. Världsmästerskapet avgjordes över 12 omgångar. Säsongen inleddes den 22 februari i Australien och avslutades den 18 oktober i Qatar. Supersport körs vid samma tävlingshelger som Superbike-VM 2015 utom i USA då Supersport inte deltar. Världsmästare blev den turkiske Kawasakiföraren Kenan Sofuoğlu som vann sin fjärde VM-titel. Kawasaki vann också VM-titeln för konstruktörer.

## Tävlingskalender och heatsegrare
Thailand organiserade för första gången en deltävling i Superbike. Precis som 2014 blev den planerade deltävlingen i Moskva inställd.
| Datum | Bana           | Vinnare             | Märke     |
| ----- | -------------- | ------------------- | --------- |
| 22/2  | Phillip Island | Jules Cluzel        | MV Agusta |
| 22/3  | Chang          | Ratthapark Wilairot | Honda     |
| 12/4  | Aragón         | Kenan Sofuoğlu      | Kawasaki  |
| 19/4  | Assen          | Kenan Sofuoğlu      | Kawasaki  |
| 10/5  | Imola          | Kenan Sofuoğlu      | Kawasaki  |
| 24/5  | Donington      | Kenan Sofuoğlu      | Kawasaki  |
| 7/6   | Portimão       | Jules Cluzel        | MV Agusta |
| 21/6  | Misano         | Jules Cluzel        | MV Agusta |
| 2/8   | Sepang         | Patrick Jacobsen    | Honda     |
| 20/9  | Jerez          | Kenan Sofuoğlu      | Kawasaki  |
| 4/10  | Magny-Cours    | Patrick Jacobsen    | Honda     |
| 18/10 | Losail         | Kyle Smith          | Honda     |

## Mästerskapsställning
Slutställning i förarmästerskapet efter 12 deltävlingar. Antalet förare som tog VM-poäng var 38.
1. Kenan Sofuoğlu, 233 p. Klar världsmästare efter 11 deltävlingar.
2. Patrick Jacobsen, 196 p.
3. Lorenzo Zanetti, 158 p.
4. Jules Cluzel, 155 p.
5. Kyle Smith, 116 p.
6. Gino Rea, 97 p.
7. Roberto Rolfo, 88 p.
8. Alex Baldolini, 67 p.
9. Marco Faccani, 66 p.
10. Christian Gamarino, 62 p.
11. Martin Cardenas, 55 p.
12. Lucas Mahias, 51 p.
13. Ratthapark Wilairot, 46 p.
14. Dominic Schmitter, 46 p.
15. Fabio Menghi, 44 p.
16. Riccardo Russo, 31 p.
17. Kevin Wahr, 30 p.
18. Nicolás Terol, 23 p.
19. Kyle Ryde, 16 p.
20. Aiden Wagner, 13 p.

Slutställning i konstruktörsmästerskapet:
1. Kawasaki, 237 p.
2. Honda, 222 p.
3. MV Agusta, 218 p.
4. Yamaha, 90 p.
5. Triumph, 10 p.